# Friedrich Ludwig Weidig
Friedrich Ludwig Weidig, né le 15 février 1791 à Oberkleen et mort le 23 février 1837 à Darmstadt, est un théologue évangéliste, pédagogue, journaliste et pionnier dans le domaine du sport allemand.
Il travaille principalement en tant qu'enseignant à Butzbach. Il est également un temps prêtre à Ober-Gleen.
Il est connu pour avoir été un actif politiquement dans la région de la Hesse durant la période de la Vormärz.

## Biographie

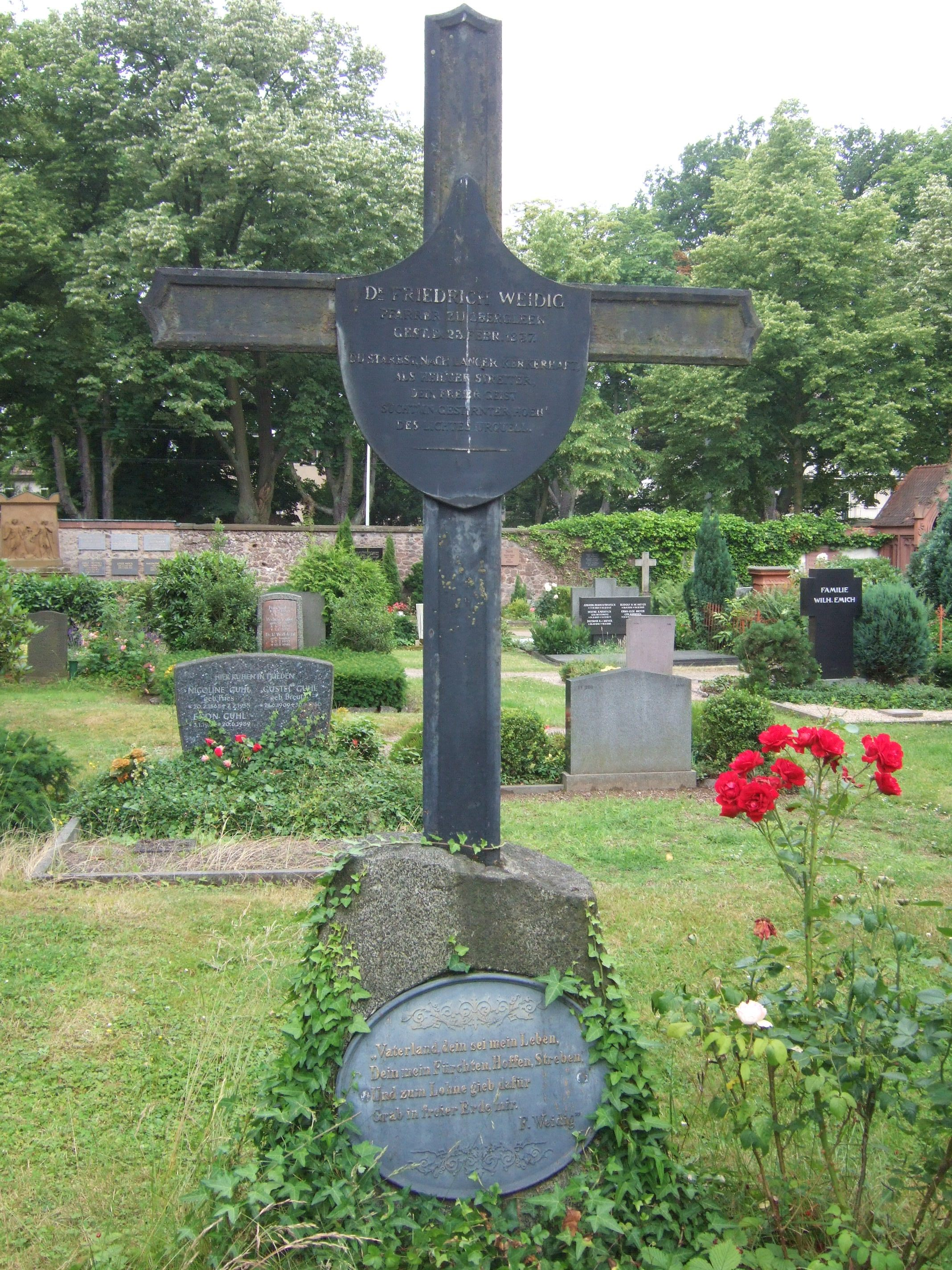
Tombe de Friedrich Ludwig Weidig au Alten Friedhof de Darmstadt

Friedrich Ludwig Weidig naît dans le village de Oberkleen dans le pays de Hüttenberg au nord-ouest de la Vettéravie. Il est le fils d'un garde forestier. Sa mère est de la famille de Wilhelm Liebknecht.
En 1803, il entre à l'école de Butzbach dans le landgraviat de Hesse-Darmstadt voisin. Par la suite, il étudie la théologie à la Ludoviciana à Gießen et y est membre de la fränkische Landsmannschaft (communauté des fermiers franconiens).
En 1812, il devient directeur adjoint de l'école pour garçon de Butzbach.
Suivant l'exemple de Friedrich Ludwig Jahn, il introduit le sport dans son école et crée aux alentours de 1814, un terrain de sport proche de la Schrenzer, un ruisseau relié à la Taunus.
Il est donc parfois considéré par les historiens comme le « père du sport en Hesse ».

À partir de 1818, ses cours, ses prêches et ses discussions privées sont mis sous surveillance administrative à cause de ses activités politiques.
Il est en effet un démocrate-libéral, partisan d'une Allemagne démocratique unie. Ainsi en 1832, il fait le voyage dans le sud du pays pour préparer la fête de Hambach à laquelle il ne peut participer à cause de sa mise sous surveillance.
En 1833, il est pour la première fois emprisonné. Cela ne l'empêche pas en 1834 de publier de manière illégale 4 éditions du Leuchter und Beleuchter für Hessen (oder der Hessen Notwehr). 
La même année, il rencontre pour la première fois Georg Büchner. Weidig retravaille un texte issu du Hessische Landbote (de), un pamphlet interdit de Büchner, contre la volonté de ce dernier, il l'imprime et le distribue avec l'aide de ses élèves.
À partir du 5 avril 1834, il est suspendu et est contraint de déménager dans un petit village du nom de Ober-Gleen, aujourd'hui Kirtorf dans le Vogelsberg.
Le projet du "Hessischen Landboten" ayant été dévoilé en été 1834, Büchner s’exile à Strasbourg. Weidig refuse d'émigrer en Suisse avec sa famille.
Il est donc emprisonné à la caserne du cloître de Friedberg, puis transféré à la maison d'arrêt de Darmstadt en juin 1835 où il reste jusqu'à son suicide le 23 février 1837.
Durant sa période à Darmstadt il est soumis à la torture lors des interrogatoires que lui font subir les "enquêteurs", Konrad Georgi notamment.
Les lettres qu'il adresse à sa femme, dépeignant un homme désespéré et malade, sont confisquées pendant 4 ans pour « raison policière ».
La tombe sur laquelle ses amis mentionnent que Weidig était un combattant pour la liberté est murée sur ordre du gouvernement.

## Postérité
Un Gymnasium porte son nom à Butzbach et une salle de sport à Oberkleen.
La Hessischer Turnverband (association sportive de la Hesse) décerne des médailles Friedrich-Ludwig-Weidig à ses membres les plus méritants.

## Œuvre
- (de) Gesammelte Schriften, Darmstadt, Hans-Joachim Müller, 1987
- (de) Ernst Weber, Georg Büchner Jahrbuch, vol. 8, 1995, « Ein antiabsolutistisches Programm in Versen. Friedrich Ludwig Weidigs Liederbüchlein aller Teutschen (1815) », p. 126–209